# 1919 في مصر
فيما يلي قوائم الأحداث التي وقعت خلال عام 1919 في مصر.

## سياسة

### تعيين في المنصب
- 1 يناير – محمد سعيد باشا رئيس الوزراء المصري.
- 19 نوفمبر – يوسف وهبة باشا رئيس الوزراء المصري.

### انتهاء فترة المنصب
- 1 يناير – محمد سعيد باشا رئيس الوزراء المصري.

## مواليد

### يناير
- 1 يناير – إحسان عبد القدوس كاتب روائي مصري.

### فبراير
- 2 فبراير – كمال الشيخ مخرج أفلام مصري.
- 22 فبراير – تحية كاريوكا راقصة شرقية وممثلة مصرية.

### أبريل
- 26 أبريل – محمد قطب

### مايو
- 1 مايو – محمود إبراهيم سلامة خطاط مصري لقب شيخ الخطاطين المعاصرين.

### سبتمبر
- 20 سبتمبر – متى المسكين راهب مصري.

### أكتوبر
- 17 أكتوبر – إسماعيل شيرين دبلوماسي مصري.
- 22 أكتوبر – عبد المنعم رياض عسكري مصري.
- 28 أكتوبر – عز الدين ذو الفقار ممثل مصري.

### ديسمبر
- 11 ديسمبر – عبد الحكيم عامر وزير الحربية المصري، وقائد الجيش المصري في عهد جمال عبد الناصر.
- 15 ديسمبر – محمود حسن مصارع هاوي مصري.
- 19 ديسمبر – إيزاك فانوس

## وفيات

### نوفمبر
- 15 نوفمبر – محمد فريد (مواليد 1868)